# Lisette Bolle
Lisette Juliette Bolle (Amsterdam, 21 januari 1924 – Rotterdam, 26 juli 2015) was een Nederlands verzetsstrijder.
Ze werd geboren binnen het gezin van drogist en later procuratiehouder Philip Raphael Bolle en Flora van Dam. Ze is daarmee kleindochter van muzikant Jules Bolle.
Ze wilde onderwijzeres worden, haalde in 1942 haar eindexamen aan de Joodse Kweekschool (Chr. De Wetstraat), maar kreeg geen baan vanwege de ontjoodsing tijdens de Tweede Wereldoorlog. Ze kon als Joodse tijdelijk werken als verpleegster bij  De Joodse Invalide in Amsterdam. Ondertussen werden familieleden afgevoerd naar diverse concentratiekampen. Zo verdwenen haar zuster Nina Lisette, haar grootvader en oudoom Nathan Maurits en diens vrouw Louise. Tante Greta Bolle zat met haar man Emanuel Benedictus en twee kinderen ondergedoken. Bolle ontmoette in die dagen Bastiaan Jan Ader uit Drieborg, Nieuw-Beerta en werd door hem ondergebracht in Driebergen toen de situatie ook voor haar nijpend werd. Zij zouden tijdens het de bezetting samenwerken en zij bracht onder de schuilnaam Henny andere mensen onder op onderduikadressen. Op Goede Vrijdag 1944 moesten de twee zelf (weer) onderduiken en kwamen in Amsterdam te wonen (Blasiusstraat). Ader werkte daar een plan uit om Kamp Westerbork te bevrijden en lichtte Lisette maar mondjesmaat in. Het plan viel in duigen toen op 22 juli 1944 Ader in Haarlem werd opgepakt, Lisette kon mog net amper vluchten. Op 20 november werd Ader gefusilleerd in Veenendaal.
Lisette overleefde de oorlog. Ze trouwde met Julius André Cats, geraakte alsnog in het onderwijs en kreeg nakomelingen.